# 胡彦林
胡 彦林（こ げんりん）は中華人民共和国の軍人。海軍政治委員。海軍上将。

## 略歴
1959年7月、中国人民解放軍に入隊。1960年10月、中国共産党に入党。当初、空軍に入隊し、第1航空予備学校、第7航空学校で学ぶ。1965年12月、空軍航空兵飛行員となり、飛行大隊政治処幹事、大隊政委、連隊副政委、政委を歴任。1980年7月、空軍航空兵第29師団副政委、1983年5月、政委。1986年9月から1988年7月まで国防大学基本系で学ぶ。卒業後、南京軍区空軍政治部副主任。
1990年6月、海軍航空兵部政治部主任に任命。1990年、少将。1991年9月、中央党校幹部進修班に入校。1993年12月、海軍政治部主任。1995年、中将。2000年6月、海軍副政委。2003年6月、海軍政治委員に任命。2004年、上将に昇進。
第10回全国政協常委。